# Thyenula oranjensis
Thyenula oranjensis är en spindelart som beskrevs av Wesolowska 200. Thyenula oranjensis ingår i släktet Thyenula och familjen hoppspindlar. Inga underarter finns listade i Catalogue of Life.